# Mubariz al-Din Muhàmmad
Mubariz al-Din Muhammad (mort a inicis del 1364) fou emir muzaffàrida a Pèrsia, que va governar del 1314 al 1358.

## Primers anys com a governador de Maybud i de Yadz
Va succeir el seu pare Sharaf al-Din al-Muzaffar ben Mansur als 13 anys en el govern de Maybud i altres funcions a la cort i fou confirmat per Oldjeitu al costat del qual va romandre fins després de la mort del kan el 1316 i la pujada al tron del nou kan Abu Said Bahadur Khan. El 1317/1318 va retornar a Maybud. Kay-Khusraw ibn Mahmud Shah Inju (descendent de Khwaja Abdullah Ansari i la família del qual (els injúides) governaven feia anys la costa sud-oest de la Pèrsia il-kànida) va anar a Yadz i a causa del regal d'un cavall va fer gran amistat amb Mubariz. L'atabek de Yadz, Hajji Shah, tenia un enfrontament amb el lloctinent de Kaykhusraw i el va matar. Assabentat el kan Abu Said Bahadur, va ordenar a Mubariz i Kaykhusraw atacar a Hajji Shah, que fou derrotat després d'un forta batalla. El desembre de 1318 Mubariz va visitar la cort i fou premiat amb el nomenament com a governador de Yadz.
Poc després els nikudaris del Sistan, dirigits per un tal Nawruz, es van revoltar. Mubariz al-Din, aleshores de 18 anys, els va atacar amb només 60 homes i va seguir un combat ferotge del que Mubariz va sortir victoriós perseguint als nikudaris fins a Bafq, matant a un cert nombre dels rebels. Els captius i els caps dels morts foren enviats a la cort del kan. Els nikudaris no obstant van continuar la lluita que va durar 13 o 14 anys més i només serien sotmesos després d'altres 21 batalles.
El fill gran de Mubariz, Nusrat al-Din Shah Muzaffar, va néixer el 1325. La seva mare va morir sent un infant i fou enterrada al Kirman. En aquest temps era wazir Khwaja Baha al-Din ibn Izz al-Din.
El 1328 Mubariz al-Din Muhammad va anar al Kirman per casar-se amb Kutlugh Khan (khatun), originalment Makdumshah, filla de Sultan Qutb al-Din Jahan Shah Nikruz ibn Sultan Jalal al-Din Surghitmish ibn Sultan Qutb al-Din Muhammad ibn Amir Husamu al-Din Khamitbur Tayangu ibn Gulduz-i-Qara-Khita'i. Va passar però que la núvia va anar amb el seu pare a Siraz i Mubariz va haver d'anar a reunir-se amb ella; i finalment es van conèixer a Abarkuh. Del matrimoni van néixer diversos fills. El 10 de març de 1333 va néixer Jalal al-Din Shah Shuja. En aquest temps Mubariz va visitar el camp del kan Abu Said acompanyat pel seu fill gran Shah Muzaffar, que devia ser un nen. Més tard Mubariz va visitar el santuari d'Ali ibn Abi Talib. Conflicte al Ilkhan a la mort d'Abu Said
A la mort d'Abu Said Bahadur Khan sense un hereu clar (la vídua esperava un fill) van començar les complicacions; les faccions es van disputar el poder (vegeu article: Dinastia jalayírida). El wazir il-kànida Ghiyath al-Din Muhammad ibn Rashid al-Din Juvayni va posar al tron a Arpa Khan, però l' amir Ali Padshah, oncle matern del kan difunt, no va estar d'acord i va atacar Tabriz, va derrotar les forces d'Arpa Khan i va matar a aquest i al wazir.
El desembre de 1336 va néixer el tercer fill de Mubariz, Kutb al-Din Shah Mahmud.
Inicialment Mubāriz al-Din Muḥammad, pels seus llaços amb Khurasan, va afavorir a Togha Temur en nom del qual va encunyar moneda (1337). El 1338 es van imposar a Tabriz els cobànides que ja havien tingut molt de poder els primers anys del kan Abu Said, amb Amir Coban ajudat pel seu fill Timurtaix, fins a la seva caiguda el 1327 i que havien reemergit amb Shaikh Ḥasan-i-Kučik (net d'Amir Coban i fill de Timurtaix), sota un pretendent il-kànida. Hasan Buzurg dominava l'Iraq i Diyarbakir amb un altre pretendent; i encara un tercer il-kànida, Togha Temur era afavorit pels amirs del Khurasan.
Shiraz estava governada pels fills de l'injúida Mahmud Shah, el mes gran dels quals, Jalal al-Din Masud Shah, tenia la supremacia sobre els altres. El germà jove, Jamal al-Din Shaykh Abu Ishak va marxar contra Yazd, arribant a una distància d'una parasanga (prop de 5 km), però sense poder ocupar la ciutat ja que es va trobar amb Mubariz; Jamal al-Din Abu Ishak va anar a Kirman on va reclutar un exèrcit amb el qual va tornar a Yadz, que va intentar prendre, sense èxit, i finalment amb la mediació de Shaykh Shihab al-Din Ali Ba Imran es va retirar.

## Cessió i conquesta de Kirman
Després de rebutjar l'atac injúida contra Yadz, Mubariz va fer aliança amb els cobànides (1338). El 1339 Mubariz tenia uns 40 anys i volia deixar el govern de Yadz i començar una vida de devoció. Els seus propòsits foren alterats per la crida que li va fer el cobànida amir Pir Husayn, germà d'Hasan Kucik (l'amir cobànida), que marxava contra Shiraz, dominada pels injúides des de temps d'Oldjeitu. Va acceptar acompanyar-lo i els dos homes es van reunir a Istakhr. Assabentat de l'arribada de les forces enemigues, Masud Shah ibn Mahmud Shah, governant injúida a Shiraz, va fugir a Kazarun i fou perseguit per Mubariz, que va forçar la seva fugida cap a Bagdad, retornant després per posar setge a Shiraz; els defensors van intentar una sortida que no va reeixir i es van rendir a Pir Husayn. Aquest en agraïment va concedir a Mubariz el govern de Kirman que estava en mans oposades als cobànides, les del sogre de Mubariz, Qutb al-Din Jahan Shah Nikruz ibn Nasir al-Din ibn Burhan, aliat amb els kart d'Herat favorables a Togha Temur.
Mubariz va marxar a aquesta província (1340) i va prendre possessió de la ciutat de Kirman sense trobar resistència per part del governador il-kànida Malik Kutb al-Din ibn Nasir al-Din Muhammad ibn Burhan, que juntament amb el seu pare havia governat el territori els darrers 35 anys. L'exèrcit de Kutb al-Din fou desbandat pel jove Shah Shuja, que va arribar seguint al seu pare uns dies després.
Malik Kutb al-Din ibn Nasir al-Din Muhammad ibn Burhan es va dirigir al Khurasan i va demanar ajut al rei (malik) d'Herat que va posar al seu servei un exèrcit de muntanyencs ghúrides sota comandament de Malik Daud. Aquest exèrcit va avançar fins a 20 km de Kirman, moment en què Mubariz fou informat de la seva presència. Llavors Mubariz es va retirar a Anar en la ruta cap a Yadz i va enviar notícies del que passava a Pir Husayn, en nom del qual governava Kirman. Després va reunir un exèrcit amb el qual va tornar a Kirman, mentre el seu fill Shah Muzaffar i el seu nebot Shah Sultan li enviaven totes les forces de que podien disposar. Els khurasànides (ghúrides de fet) foren expulsats cap a l'interior de la ciutat de Kirman i Mubariz va penetrar al barri de Mazdakan i es va apoderar dels suburbis i poc després va derrotar els khurasànides. Malik kutb al-Din altre cop va demanar ajut a Herat. Mentre l'injúida Amir Pir Husayn va arribar des de Shiraz per ajudar a Mubariz i els defensors de la ciutat de Kirman es van trobar en una posició difícil; diversos notables, entre els quals Khwaja Taj al-Din al-Iraqí, van abandonar la ciutat i van anar a presentar la seva submissió a Pir Husayn i Mubariz. A finals de 1340 la ciutat va capitular. Malik Daud es va retirar cap a Khurasan i Mubariz va poder prendre possessió de la província. El 1340 o 1341 els muzaffàrides van encunyar moneda a Kirman en nom de Sulayman Khan, l'il-kànida titella dels cobànides.
L' any 1340 va néixer el quart fill de Mubariz, Imad al-Din Shah Ahmad.
La poderosa fortalesa de Bam estava governada per Akhi Shuja al-Din, que havia estat nomenat governador en temps d'Abu Said Bahadur Khan i que diverses vegades havia combatut als governants de Kirman. Mubariz va enviar contra ell a l'amir Qutlughshah. Va seguir un setge perllongat que va durar entre tres i quatre anys, fins que finalment la fortalesa es va rendir. Akhi Shuja al-Din fou perdonat aleshores, però més tard fou executat.

## Primers anys de govern de Kirman
Grups àrabs d'Harat, Merv, Sahn-i-Rudhan, Rafsanjan i Shahr-i-Babak es dedicaven als robatoris i Mubariz i el seu fill Shah Muzaffar, amb el seu wazir Rukn al-Din Mahmud ibn Rashid els van atacar i els van derrotar.
El 8 de juny de 1343 Nusrat al-Din Shah Muzaffar va tenir el seu primer fill, Shah Yahya Mubariz al-Din. El seu lakab li fou donat per la recent victòria sobre els àrabs.
Khwaja Burhan al-Din, fill de Kamal al-Din Abu'l-Maali, suposat descendent del califa Uthman, vivia a Yadz on el seu pare havia fundat mesquites, hospitals i col·legis quan va morir el 1337/1338; el seu fill Khwaja Burhan al-Din va anar a Shiraz i el 1341/1342 fou designat wazir per Mubariz al-Din. El 1351/1352 es va retirar però després de la incorporació de Fars als dominis muzaffàrides, va rebre el 1355 el doble ofici de jutge principal i gran wazir.

## Inici del conflicte amb els injúides
El 1341 el govern d'Esfahan va passar a l'injúida Shaykh Abu Ishak, que aspirava al de Fars (Shiraz) i a venjar la mort del seu germà Masud que havia governat allà. Abu Ishaq es va unir al cobànida Màlik Aixraf ibn Timurtash ibn Coban (cosí i rival de Pir Husayn) quan va marxar contra l'Iraq i Fars. Amir Pir Husayn, que tenia el control de Shiraz, estava a Qasr-i-Zard reunint tropes i municions quan va saber que els aliats marxaven cap allà. Va marxar amb un exèrcit cap a Esfahan, però fou abandonat pel cadi Shams al-Din Sain i per Amir Jalal al-Din Tayyibshah, comandant de l'exèrcit turcman, que van passar al camp de Màlik Aixraf i l'amir Muzaffar al-Din Salghar va aconsellar de buscar l'ajut de Mubariz al-Din. Però Pir Husayn desconfiava i no va fer això sinó que es va dirigir a Tabriz per demanar ajut al seu cosí Amir Shaykh Hasan ibn Timurtash que, tot i el parentiu, el va fer empresonar (i més tard enverinar).
Molts dels seus capitans, incloent Zahir al-Din Ibrahim-i-Sawab, es van unir a Mubariz al-Din, que així es va trobar amb una important força a les seves mans. El juny de 1343 es va lliurar batalla a Nain entre Màlik Aixraf i Shah Muzaffar i Shah Sultan i el primer fou derrotat i es va retirar cap a Sultaniya, on va reunir un nou exèrcit per envair Fars, que va saquejar i massacrar i a l'arribar a la vall de Shib Bawwan, celebre per la seva bellesa natural, va ofegar amb fum fins a morir a dos mil persones que s'havien refugiat en una cova. No obstant Màlik Aixraf fou cridat a Tabriz i llavors la poderosa fortalesa de Sirjan (al Kirman) va capitular i va acceptar pagar un tribut anual de 100.000 dinars. El poeta Khwaja Taj al-Din al-Iraqí es va salvar de la mort a mans de Mubariz per un dels seus versos.
Quan Màlik Aixraf va sortir de Fars, el poder de Shaykh Abu Ishak va sortir molt reforçat i va agafar el títol de rei, encunyant monedes i llegint la khutba (oració) en el seu propi nom, sense cap menció a un governant il-kànida. Shaikh Abu Ishak es va enfrontar en els següents anys a Mubariz al-Din (actuant aquest primer en nom dels cobànides i després en nom propi), pel control de Fars, un territori mes ric que el Kirman.
El 1347 Abu Ishak va marxar al Kirman i pel camí va atacar la fortalesa de Sirjan que fou destruïda amb 1.200 dels seus habitants, però no va poder ocupar la ciutadella. Va arribar a Bahramjird, a uns 70 km de Kirman, on Mubariz al-Din ja l'estava esperant amb un fort exèrcit. Aleshores va haver de retornar a Shiraz on a l'arribar va designar com el seu visir a l'amir Zahir al-Din Ibrahim-i-Sawab, que fou assassinat poc després i el van substituir conjuntament Sayyid Ghiyath al-Din Ali i Shams al-Din Sa'in, si bé aquest darrer fou obligat a retirar-se per la gelosia del primer i es va dirigir al Regne d'Ormuz, a la costa del Golf Pèrsic, on va reclutar una nombrosa banda de seguidors amb els que va atacar diverses poblacions fins que va decidir atacar la pròpia ciutat de Kirman, però en l'atac fou derrotat per Mubariz al-Din. Amir Shaykh Abu Ishak va desaprovar l'oposició de Mubariz al seu antic visir i va marxar a Kirman per castigar el muzaffàrida però fou derrotat i es va haver de retirar cap a Shiraz via Baft.

## Awghanis i jurmes
Mubariz al-Din va trobar una tribu dita dels awghani establerta a part del Kirman, tribu mongola no musulmana la qual era desobedient i deslleial. Una altra tribu mongola i no musulmana, anomenada jurma, en canvi se li va mostrar lleial i la va distingir amb una insígnia especial mentre ordenava combatre els awghanis manats per Amir Dawlatshah, el qual fou apressat i executat junt amb set altres amirs. Mubariz al-Din estava molt interessat en utilitzar el poder militar de les tribus al seu servei i va arranjar el matrimoni del seu fill Shah Shuja amb la filla d'un dels principals caps; d'aquesta unió van nàixer tres fills mascles, així com un filla: Padisha Sultan (casada amb un nebot de Shah Shuja de nom Shah Yahya). En endavant els Avgani i els Jorma foren aliats dels muzaffàrides als que van ajudar contra els injúides, però van mantenir la seva autonomia interna i la seva lleialtat no estava sempre assegurada.
Poc després els awghanis i els jurmes es van aliar i van començar a saquejar la província i Mubariz va haver de tornar a Kirman. Les dues forces es van trobar a la plana de Khawun i inicialment els awghanis foren derrotats però quan les forces de Mubariz es dedicaven a saquejar les despulles dels derrotats, van retornar i van atacar derrotant a les forces de Mubariz; ell mateix va patir set ferides i quasi va perdre la vida. Ritus idolatres i sacrificis imitació dels mongols van permetre a Mubariz fer declarar als doctors de l'islam que aquestes tribus eren infidels i se'ls havia de combatre en guerra santa, i ell mateix era un ghazi o campió de la fe. Va retornar finalment a la ciutat de Kirman on el seu fill Sha Shuja i el wazir Burhan al-Din l'estaven esperant.
Mubariz al-Din i Amir Shaykh Abu Ishak van fer un tractat amb l'objectiu d'impedir que els awghanis fessin cap incursió a Shiraz. No obstant, quan Mubariz va enviar a Khwaja Hajji Daylam a Kirman, els awghanis de moment el van rebre amb honors. Abu Ishak, avergonyit, va enviar 5.000 homes a ajudar a Mubariz a combatre'ls però amb instruccions secretes de desertar a la meitat del combat, però Mubariz en va tenir notícies i finalment es va produir la ruptura entre Mubariz i Abu Ishak i aquest va enviar dos mil homes per ajudar els awghanis manats per l'amir Sultanshah Jandar mentre ell mateix es traslladava a Yadz on va entrar sense resistència. Shah Muzaffar, el fill de Mubariz, era a Kirman amb el seu pare, i quan es va assabentar d'això va marxar cap a Maybud prop de Yadz, on també estaven altres membres de la família. Va fortificar i guarnir la plaça. Abu Ishak va enviar tropes contra ell manades per Muhammad i Zawara-i-Isfahani, però Shah Muzaffar els va derrotar i va capturar a 70 dels caps derrotats. Llavors Abu Ishaq va enviar vint mil homes contra Maybud però no van aconseguir prendre la fortalesa i finalment es va signar la pau.
Mentre Amir Sultanshah Jandar amb els awghanis va avançar cap a la ciutat de Kirman però Mubariz els va poder mantenir a uns 20 km de distància. Quan Abu Ishaq va haver acabat la lluita a Maybud, va enviar a Kirman a Sayyid Sadr al-Din per negociar l'acord de pau. Mubariz va estar d'acord tot i desconfiar de la mala fe d'Abu Ishak però es va comprometre a abandonar la guerra i no buscar venjança i així es va poder acordar la pau.
No trobant ningú per donar-los suport, els awghani es van sotmetre i en un dia van rebre cent vestits honorífics mentre alguns dels seus amirs es van incorporar a la cort a Kirman. En aquesta situació, Muhammad Beg, cunyat del cobànida Màlik Aixraf, va marxar a l'Iraq ajamita i va demanar suport contra Mubariz al-Din, que el va interceptar quan estava arribant gairebé a Esfahan; Muhammad Beg anava acompanyat d'un bon nombre d'awghanis amb evidents intencions de traïdoria, i després del combat va fer matar un gran nombre dels que va trobar i també va ordenar la mort d'altres que havien quedat a Kirman que sospitava que estaven en la rebel·lió; entre els morts hi va haver Amir Timur, un dels més destacats amirs d'Abu Ishak, executat com a sospitós de traïció.
A l'arribar l'hivern, Mubariz al-Din i el seu fill Shah Shuja, que tenia 16 anys, van anar a Jiraft, on van trobar als awghanis en possessió del castell de Sulayman (Qala-i-Sulaymani).
Abu Ishak va violar altre cop la seva promesa i va permetre als awghanis de Shiraz acompanyar a l' amir Sultanshah Jandar, per recaptar taxes a Jandar, Ormuz i altres punts. A l'arribar prop del camp de Mubariz, van rebre un missatge que deia que Abu Ishak enviava sis regiments com a reforç i que s'havien de dirigir a Kirman. Amir Sultanshah va comunicar el missatge a Mubariz al-Din que va dir que era la setena vegada que Abu Ishak violava les seves promeses.

## Govern interior de Kirman
Els combats menors i les batudes i saquejos dels awghanis van continuar fins que va arribar la primavera i el bon temps; Mubariz al-Din va tornar a Kirman, on el va seguir Sultanshah Jandar a qui va conferir molts favors. A mesura que avançava l'estiu, Mubariz i Jandar es van retirar a una regió més fresca. Després van venir els amirs awghanis i d'altres tribus mongoles i van fer la seva submissió, i Mubariz va tornar a Kirman. Els nawruzis, un altre tribu dels mongols que sempre havia estat lleial i pacífica, estava entre els que oferien submissió a canvi de la seva seguretat.
El 1351/1352 es va construir una mesquita fora de la porta de Zarand a l'antiga ciutat de Kirman, i Mawlana Afif al-Din, fill de Muhammad-i-Yaqub, va ser convidat a venir des de Yazd i obrir-la. Es van erigir altres edificis amb diners derivats de les finques de Mubariz al-Din a Maybud, i el 1354 Mu'in al-Din Yazdi va ser nomenat professor en un d'aquests col·legis, anomenats Darus-Siyadat.
El 1349/1350 Qiwam al-Din Muhammad fou nomenat wazir al servei de Shah Shuja. Quiwan al-Din fou nomenat el 1351 com a qaim-maqam (virrei) de Kirman i va actuar com a conseller de Shah Shuja (que el 1354 serà nomenat virrei/governador del Kirman).

## Lluita per Yadz
El 1350 Abu Ishak, amb un fort exèrcit, va posar setge a Yadz. Shah Muzaffar va cridar als seus fills que eren a Maybud. A la batalla que va tenir lloc hi van morir diversos oficials injúides. Abu Ishak va posar setge a la ciutat però sense èxit, i finalment es va retirar a Shiraz. No obstant, Yadz fou afectada per la fam, que va causar molts morts.
Un dels amirs del cobànida Màlik Aixraf, l'amir Beg Jakaz, va abandonar al seu senyor i es va posar al servei d'Abu Ishak que el va nomenar comandant del seu exèrcit, que s'havia retirat recentment de Yadz. Llavors l'exèrcit sota el comandante de Jakaz i de l'amir Kaykubad ibn Kay-Khusraw fou enviat a Kirman i Mubariz va signar un tractat amb els awghanis i els jurmes; com que en els darrers combats s'havien produït uns 800 morts per cada bàndol la pau es va poder acordar sense deshonor. Mubariz va cridar a Shah Shuja que era a Kirman i al fill gran Shah Muzaffar que era a Yadz, que van avançar cap a Rafsanjan.
Mubariz i Jakaz es van trobar a Panj Angusht (juny/juliol de 1352), i després d'una batalla ferotge, el segon fou derrotat i es va retirar cap a Shiraz deixant un ric botí en mans de Mubariz incloent una arpa amb joies incrustades que havia estat de l' amir Kaykubad amb el valor de la qual Mubariz va poder equipar i entrenar 70 cavallers.

## Setge de Shiraz
Mubariz al-Din va decidir marxar cap a Shiraz, i primer es va dirigir a Bam on va rebre de Murtada Azam Shams al-Din Ali de Bam una relíquia sagrada, un cabell del profeta que fou després depositada al "Darus-Siyadat" de Kirman. Llavors es va dirigir a Riqan, on va nomenar a Jalal al-Din Shah Shuja com el seu successor.
Abu Ishak, assabentat del proper atac, va consultar als nobles i ulemes i un d'aquests darrers, Adud al-Din Abdul-Rahman al-'Iji el va advertir que convenia fer la pau, consell que fou acceptat i fou enviat com emissari a veure a Mubariz; a Sirjan es va trobar amb Shah Muzaffar, que havia vingut des de Yadz i junts van anar a veure a Mubariz, que van trobar a la plana d'Arzuya, i a Dasht-bard. Mubariz va rebre a al-'Iji amb honor i li va concedir una prestació de 50.000 dinars per ell i 10.000 pels seus ajudants. Va intentar dissuadir a Mubariz de continuar avançant cap a Shiraz però el muzaffàrida ho va rebutjar amb l'excusa que Abu Ishak havia violat les seves promeses vuit vegades. Llavors es va dirigir cap a Furg i Tarim, mentre al-'Iji va anar per la ruta de Nayriz a territori Shabankara.
Mubariz va arribar a Fars el març del 1353, i Abu Ishak va avançar per enfrontar-lo amb un exèrcit però l'endemà va tornar a Shiraz on va ser seguit per Mubariz.
Majd al-Din de Sarband va rendir el castell i fou confirmat com a guardià de la fortalesa i de Khafrak, si bé aviat es va revoltar. Mubariz, acompanyat de Shah Shuja, el va atacar i el va sotmetre. Madj al-Din i el seu fill gran van poder arribar a Shiraz mentre el seu fill més jove i els seus homes eren capturats i executats. Tot seguit Mubariz va començar el setge de Shiraz.
Mubariz es va posar malalt al mateix temps que el seu fill gran Shah Muzaffar. Tot i el tractament pels millors metges, Shah Muzaffar va morir el juliol de 1353 i fou enterrat a Maybud a l'escola islàmica Muzaffariyya. Tenia 28 anys i deixava quatre fills: Shah Yahya, Shah Mansur, Shah Husayn i Shah Ali; i dues filles.

## Conquesta de Shiraz
Poc després Shah Shuja va sortir per ocupar el castell Roig (Qala-i-Surkh) a uns 20 km de Shiraz, el qual estava ocupat per tropes d'Abu Ishak. Se'n va apoderar i el botí fou repartit entre les seves tropes. Mentre Mubariz, tot i estar malalt, continuava el setge. L'abril de 1353 va morir un dels notables principals de Fars (lleial a Abu Ishak), Qiwam al-Din Hasan. Tres dies més tard el seu fill va anar a veure a Abu Ishak que no el va tractar adequadament. L'injúida va provocar l'hostilitat dels shirazis quan va fer matar Sayyid Amir Hajji Darrab i Hajji Shams al-Din.
Finalment el mes d'octubre de 1353, Rais Umar ibn Ala al-Din va obrir la porta de Murdistan permetent l'entrada de Mubariz (ja restablert) i a les seves forces l'1 de novembre de 1353. Abu Ishak, amb alguns homes, va poder fugir a Shulistan, i d'allà al castell Blanc (Qal'a-i-Sapid), famós des de temps dels sassànides. Allà va demanar ajut a l'amir jalayírida Shaykh Hasan de Bagdad, que va enviar com ajut al seu fill Amir Aqbuqha amb algunes forces per la ruta de Shushtar. Però Shah Shuja se'n va assabentar i va sortir al seu encontre i Aqbugha va retornar a Bagdad mentre que Abu Ishaq va fugir a Esfahan.

## Reorganització territorial
Mubariz va concedir el govern de Kirman a Shah Shuja al que va entregar el nen de 10 anys Ali Sahl, fill d'Abu Ishak. També li va entregar a Amir Beg Jakaz i a Kulu Fakhr al-Din. Jakaz va ser ofegat al riu Kirman; Kulu fou executat a Kirman i el nen fou assassinat prop de Rafsanjan, tot i que es va fer veure que havia mort de mort natural; la seva tomba fou després un lloc sagrat i es deia que sobre ella a vegades s'hi veia una llum sobrenatural.
Mubariz va governar en endavant a Fars, i ho va fer amb encert; va establir Shiraz com a capital permanent, encoratjant el coneixement i reprimint el malbaratament. Les tavernes de Shiraz, que Abu Ishak havia permés, foren tancades i Mubariz fou considerat un mohtaseb. Mubariz va buscar el suport de les elits locals de Shiraz i va enviar emissaris a Egipte per obtenir el reconeixement pel califa abbàssida del Caire al-Motadid Billah, que li va enviar un diploma d'investidura com "amir al-Mumenin", fet en el qual va basar la seva sobirania, exercida en nom del califa abbàssida. El 1354 va declarar la seva fidelitat al califa i va començar a encunyar monedes en el seu propi nom i el del califa i va fer llegir el nom del califa en la khutba o oració. El procés d'eliminació dels nominals kans sobirans s'havia generalitzat i Hasan Buzurg també governava ja sense cap kan titella i al Khurasan els sabardars van establir un estat a Sabzawar basat en el sufisme i el xiisme, també sense kan sobirà.

## Comença la lluita per Esfahan
L'abril del 1354 va sortir cap a l'Iraq Ajamita acompanyat de Shah Shuja i de contingents awghanis, jurmes i àrabs que van sortir de Kirman. Però a l'arribar a Shahr-i-Babak els awghanis i els jurmes van desertar. Shah Shuja es va reunir igualment amb el seu pare i van rebre notícies de que l'amir Ay-Timur, comandant de l'exèrcit d'Abu Ishak, havia sortir de Shulistan, s'havia reunit amb l' amir Ghiyath al-Din Mansur, governador del país Shul, i es dirigia a ocupar Shiraz. A continuació Shah Shuja es va dirigir a Shulistan, però al no trobar l'enemic, es va emportar tots els ramats. Les forces militars havien anat a Kazarun des d'on intentaven agafar Shiraz per l'esquena i entrar per la porta de Kazarun. Mubariz fou agafat per sorpresa i es va retirar cap on era el seu fill Shah Shuja; els atacants van posar foc al barri de Murdistan, que era el mes lleial a Mubariz. Shah Shuja va tornar cap a Shiraz, va entrar per la porta d'Istakhr i va atacar valentament als enemics. Ay-Timur fou mort per una fletxa i les seves forces derrotades; i una força de shuls i un altre força d'altres nòmades desafectes foren igualment derrotades per Shah Shuja a la porta de Kazarun. La seguretat va tornar a Shiraz.
Encara hi va haver un altre intent dirigit per Imad al-Din Mahmud i l'amir Salgharshah, nebot d'Abu Ishak, que van reunir tropes a Darabjird i van cridar als awghani i altres tribus mongols a unir-se a ells, però Shah Shuja aviat els va atacar i els va fer fugir retornant victoriós a Shiraz.
En aquest temps Majd al-Din va rendir el poderós castell Quhandiz (o Fahandir) a Shah Sultan, el nebot amb els tresors d'Abu Ishak que estaven guardats en aquest castell; Madj al-Din fou perdonat per Shah Shuja i és possible que se li donés una part del tresor. D'altra banda, Mubariz va ocupar el castell de Mardanan, prop d'Esfahan, els defensors del qual no van voler lluitar.
Amir Shaykh Abu Ishak seguia tractant per tots els mitjans de recuperar els seus dominis. Va perdonar a Sultanshah Jandar que tenia presoner al castell de Tabarak d'Esfahan i convençut que li seria fidel el va enviar en un atac contra awghanis i jurmes. Però Sultanshah es va desviar cap al Luristan des d'on va anar a Shiraz i es va posar al servei de Mubariz i Shah Shuja. A l'hivern Mubariz va aixecar el setge d'Esfahan però a la primavera següent (1355) es va reprendre sota direcció de Shah Shuja.

## Accions exteriors en la crisis
Quan l'exèrcit va acampar a les portes d'Esfahan, Sayyid Jalal al-Din Mir-Miran, governador d'aquell lloc, es va amagar. Pocs dies després va arribar la notícia que Abu Ishaq havia marxat d'Esfahan i que havia reunit un exèrcit al Luristan que avançava cap a Esfahan manat per l'atabek Nuraward ibn Sulaymanshah ibn Ahmad. Shah Shuja va decidir que primer havia de dispersar aquest exèrcit i marxar després a Kandaman i d'allà a Firuzan. Mubariz també va arribar molt ràpid. Per tant, l'atabek va haver de tornar a Luristan, mentre que Abu Ishaq va marxar cap a Xuixtar, a l'extrem occidental del Gran Luristan; Shah Shuja va tornar a posar setge a Esfahan i Mubariz va acampar a Marwanan per impedir la tornada de l'enemic. Poc després Jalal al-Din Mir-Miran es va sotmetre a Shah Shuja, que el va aceptar i va tornar a Shiraz.
Shabankara era un territori amb poderoses fortaleses, molins, jardins i una prosperitat general. L'any 1354 era governat per Malik Ardashir, que romania lleial als injúides i, per tant, s'oposava a Mubariz. Malik Ardashir va reclutar un exèrcit per resistir un eventual atac. Mubariz va enviar el seu fill Shah Mahmud, que va sotmetre la capital de la dinastia i va obligar a Ardashir a fugir.

## Conflictes amb grups i tribus
L' Hazara-i-Shadi (cap militar de 1.000 homes) havia rebut molts favors de Mubariz consistents en terres i honors, però tot i així es va revoltar el gener del 1355 tot i els consells en contra de l'amir Mubarakshah, el qual fou atacat i les seves terres saquejades obligant-lo a fugir a Shiraz. Shah Shuja va anar a la zona, va derrotar els rebels i va matar el líder l'amir Buga i molts altres dels principals caps.
Els awghanis i jurmes s'havien establert a Kirman en temps del besavi de Shah Shuja, el kara-khitai Jalal al-Din Surghatmish, amb missió de protecció; amb el temps es van multiplicar i van esdevenir propers. Sultan Shah Jahan ibn Surghatmish (1304-1318) es va casar amb una dona de les tribus i d'aquesta unió va néixer Khan Qutlugh (o Qutlugh Khatun), anomenada “la mare de reis” (Ummu's-Salatin). Quan Mubariz va entrar a Kirman el 1340/1341 va concedir a les tribus molts beneficis que van augmentar el seu poder, però tot i així es rebel·laven periòdicament. El 1353/1354 quan Kirman fou entregat a Shah Shuja, els va concedir altre cop el seu favor (1354) fins a la revolta de Shahr-i-Babak, quan l'acompanyaven a Shiraz. Acabada la campanya d'Esfahan Shah Shuja va tornar a Kirman on va entrar el 7 de juliol de 1356 i les tribus, per por, es van retirar a les muntanyes; pressionats durament van suplicar i obtenir el perdó. Per aquest temps va morir la esposa de Shah Shuja, que era germana de l'amir Surghatmish-i-Awghani (i mare dels prínceps Sultan Uways, Sultan Shibli i Sultan Jahangir, i de la princesa Sultana Padishah, esposa de Shah Yahya). Dos anys abans Shah Shuja havia agafat una segona esposa (9 de setembre de 1354). També per aquesta època dos bandits notables, Mahmud Timur i un àrab de Shahr-i-Babak, foren capturats i executats.

## Reunió de Shah Shuja de Kirman i Mubariz de Fars contra Esfahan
A final d'agost o primers de setembre de 1356 Shah Shuja va sortir altre cop de Kirman i el 6 de setembre va arribar a Rafsanjan i el 13 de setembre a Yadz on va restar tres dies per anar-se a trobar amb el seu pare Mubariz als afores de Na'in. Estant junts va arribar la notícia de que Amir Shaykh Abu Ishak havia reunit un exèrcit entre les forces del Hazara-i-Shadi a Jarbadhaqan (Gulpayagan). Mubariz va abandonar la reunió per anar a atacar-los però el dia abans de la seva arribada es van dispersar abandonant bona part del seu equipament i provisions. Mentre Shah Shuja va acampar a Firuzan, a uns quilòmetres d'Esfahan, des d'on es va dirigir a Bagh-i-Karan, al costat de les muralles d'Esfahan. Es van fer diverses sortides destacant en una d'elles l'amir Kay-Ka'us; molts isfahanis foren fets presoners. Mubariz al-Din va encarregar a Shah Sultan de seguir el setge i va tornar a Shiraz.

## Guerra de Luristan
L'atabek Nuraward, els ancestres del qual havien governat el Luristan durant generacions, s'havia inclinat inicialment per disputar l'hegemonia a Mubariz i amb el seu parent Kayumarth ibn Takla optava per donar suport a Amir Shaykh Abu Ishak. Mubariz, per certes connexions familiars, desitjava evitar el conflicte però quan Nuraward es va aliar amb Abu Ishak i va posar tots els seus recursos a la seva disposició marxant cap a Esfahan, ja no va tenir dubte que li era hostil i es va enfurismar. Va enviar a Nasir al-Din Khunji, Amir Kamal al-Din Husayn Rashidi, Khwaja Rukn al-Din Amidu al-Mulk i Khwaja Sadr al-Din Anari a protestar, però sense cap efecte
Encara el 1355, amb Mubariz acampat fora d'Esfahan, Nuraward li va enviar com ambaixador al cadi Qutb al-Din, jutge principal de Luristan. El gener del 1356, quan Mubariz estava decidit a envair el Gran Luristan, va arribar un exèrcit amb Shah Shuja al front, que venia a reunir-se amb el seu pare. Van arribar a Bahbahan, i el temps va empitjorar i al mateix temps van arribar notícies de que Kayumarth, Shaykh Isa al-Kurdi i altres caps avançaven contra l'invasor amb un exèrcit de 10.000 cavalls i infants. Mubariz es va preparar per la batalla encarregant l'ala dreta a Shah Shuja i l'esquerra a l'altre fill Shah Mahmud, mentre ell agafava el comandament del centre junt amb el seu net Shah Yahya. La batalla es va lliurar i Kayumarth va resultar mort i el seu exèrcit derrotat; al dia següent els sobrevivents, incloent l'atabek fadluwàyhid de Lur-i Buzurg, Shams al-Din Pashang ibn Salgharshah ibn Ahmad ibn Yusufshah ibn Shams al-Din Alp-Arghun ibn Hazarasp ibn Abu Tahir ibn Muhammad ibn Ali ibn Abu'l- Hasan Fadlu'i, i Ala al-Din Ata, Taj al-Din Takin Tash, Siraj al-Din Umar Lal-pa, i altres caps, van arribar davant Mubariz i es van sotmetre. A l'arribar a Idaj (actual Malamir), la capital del Gran Luristan, va arribar la notícia de que Nuraward havia ocupat la gran fortalesa de Susan. Shah Shuja la va atacar però seguidament es va traslladar a una altra fortalesa. Mubariz havia sotmès pràcticament el Gran Luristan i en va concedir el govern a l'atabek Shams al-Din Pashang, cosí i gendre de Nuraward; a aquest darrer aviat el va poder capturar i el va privar de la seva darrera fortalesa. Llavors va tornar a Fars des d'Idaj i va celebrar la victòria a la plana de Rakhshabad.

## Final del setge d'Esfahan i conquesta de la ciutat
Mentre Shah Sultan havia continuat el setge d'Esfahan a on Abu Ishak havia retornat. Sayyid Jalal al-Din Mir-Miran participava a la defensa i el setge va prosseguir tot l'hivern del 1355 al 1356; a la primavera una part de la guarnició va abandonar la ciutat i es va sotmetre a Shah Sultan. La traïció de la torre de Tabarak pel seu castellà (kutval) va culminar una sèrie de defeccions. Jalal al-Din va abandonar a la seva esposa i família i va fugir de la ciutat amb un servidor cap a Kashan. Abu Ishak no va poder fugir i es va refugiar a la casa de Mawlana Nizam al-Din Asil, el shaykh al-Islam de l'Iraq Ajamita però fou descobert i portat al castell de Tabarak. La seva captura fou comunicada a Mubariz, que va ordenar el seu enviament a Shiraz. Fou portat al maydan d'aquesta ciutat davant de Mubariz que estava rodejat de tots els ulemes, cadis i nobles de Fars i allà mateix fou executat per l'amir Qutb al-Din, el jove fill de Sayyid Amir Hajji Darrab, al qual Abu Ishaq havia fet matar. La data de la mort consta en un poema com 22 de maig de 1356.
L'any 1356 quan Shah Shuja va anar a Shiraz des de Luristan, estava acompanyat per diversos amirs i soldats dels awghanis i jurmes. L'amir Ali Malik, que fins aleshores havia estat lleial, fou nomenat per anar a Rudbar. Poc després de la seva arribada va tenir un enfrontament per unes pastures amb Taqtay, el qual va resultar mort i Ali Malik va obtenir possessió del territori. Va fer presoner a Amir Izz al-Din, cap dels jurmes però no va poder matar el seu germà Shams al-Din, que estava de visita a Shah Shuja. Va enviar a Amir Izz al-Din a Kirman carregat de cadenes però pel camí el cap tribal es va escapar sense que els guardians s'adonessin, i es va refugiar amb la seva tribu on va reunir un nombre d'homes ressentits contra l'amir Ali Malik; amb aquests va marxar contra el cap dels awghanis i el van matar. Mubariz va voler marxar per prendre venjança però ocupat en la campanya de l'Azerbaidjan, va decidir posposar-ho per un any.
El gener del 1357 Mubariz va sortir cap a Esfahan amb un exèrcit; prop de la ciutat es va trobar amb els notables i caps que el van escortar fins a palau on va rebre l'homenatge de Shah Sultan, que esperava algun favor pels seus serveis però no en va rebre cap ja que el ministre Khwaja Burhan al-Din l'havia acusat d'emportar-se 700 tumans dels ingressos de l'Iraq Ajamita. Es va produir una situació tensa, tot i que Shah Sultan va donar un gran banquet en el qual Mubariz, que era violent, apassionat i malhumorat, es va comportar amb gran rudesa, fet que va augmentar l'enemistat que ja existia entre l'oncle i el nebot.

## Conquesta de l'Azerbaijan
En aquesta situació va arribar un ambaixador (amb 300 cavallers) de Janibeg, kan de l'Horda d'Or i fill de Uzbeg Khan, anunciant que el kan havia arribat a Tabriz, havia matat el cobànida Màlik Ashraf, i havia assumit la suprema autoritat; ara cridava a Mubariz a la seva presència per complir amb el seu deure de yasewul (servei) que li corresponia en relació al kan com abans amb el seu pare. Mubariz va replicar en termes poc educats i va enviar als ambaixadors a ser atesos per Shah Sultan, la hostilitat del qual va créixer per aquesta nova humiliació. Després de la sortida dels ambaixadors es va saber que Janibeg s'havia posat malalt i havia tornat al seu ulus deixant a Tabriz a l'amir turco-mongol Akhijug, abans al servei del cobànida Màlik Ashraf. Això va decidir Mubariz a conquerir l'Azerbaidjan. Successives notícies van informar que Janibeg havia mort i l'havia succeït el seu fill Birdibeg que immediatament havia sortit del país i havia matat als seus germans per assegurar la successió. Mubariz va escollir 12.000 homes entre els soldats de l'Iraq Ajamita i de Fars i va marxar cap a Tabriz.
Allà, Amir Akhijug, informat del moviment, va sortir de Tabriz amb 30.000 homes, per enfrontar-se a l'invasor. El xoc es va produir a Miyana. L'ala dreta de Mubariz fou confiada a Shah Shuja, l'esquerra a Shah Mahmud i ell mateix va agafar el centre amb Shah Yahya. Va ordenar disparar fletxes als soldats i després carregar. Una de les fletxes va matar el portaestendard enemic i l'ala dreta d'Akhijug va trencar l'ala esquerra de Mubariz i va tractar d'encerclar el centre però no se'n va sortir i finalment l'exèrcit d'Akhijug va ser derrotat i els seus caps foren morts o fets presoners. Els derrotats foren perseguits fins a Naxçıvan on es va fer festa durant tres dies, fet que no va agradar a Mubariz, que va renyar als seus fills i només va elogiar a Shah Yahya que havia restat amb ell i havia combatut amb gran valor.

## Retirada de Tabriz
Poc després va arribar la notícia de que un exèrcit jaliyírida dirigit pel sultà Uways ibn Husayn (1356-1374) avançava cap a Tabriz des de Bagdad, i Mubariz, havent rebut un auguri desfavorable, va decidir retirar-se de Tabriz. En la marxa va seguir recriminant als fills i altres, cosa que després van saber per Shah Sultan, i que fou l'origen del complot dels fills contra el pare. Shah Sultan assegurava que el pare preparava deixar cecs als fills i excloure'ls de la successió en favor de Shah Yahya (fill de Shah Muzaffar i de Badi al-Jamal).

## Deposició de Mubariz
Shah Shuja i Shah Mahmud van acordar esperar a actuar a l'arribada a Esfahan. Van arribar el 2 d'agost de 1358. El dijous següent Shah Sultan va anar amb un servent a casa de Shah Shuja i va informar que Mubariz s'havia assabentat del complot i que ell es disposava a fugir ja que els conspiradors serien castigats amb la mort. Només hi havia la possibilitat de posar en pràctica els plans abans de l'endemà. Així es va decidir i Shah Sultan es va presentar a la casa de Shah Mahmud i li va dir el mateix. Els tres es van anar on era Mubariz, que estava ocupat llegint l'Alcorà; Mahmud va esperar fora mentre els altres dos entraven a l'estància on estava amb mitja dotzena d'homes i capturaven a Mubariz. Shah Sultan aleshores va anar on era Khwaja Burhan al-Din i el va matar.
Unes hores després Mubariz era conduit al castell de Tabarak on el botxí el va cegar. Mubariz fou traslladat de Tabarak a Qara-i-Isfid ("El Castell Blanc") a Fars. Al cap d'un mes o dos d'estar en aquest castell Mubariz va revelar al guardià que no havia perdut totalment la vista i el va persuadir de ser el seu amic. Finalment, després de molta correspondència, es va arribar a un acord entre Mubariz i els fills, que estaven penedits; Mubariz va poder tornar a Shiraz i estar amb la seva esposa Badi al-Jamal i el seu jove fill Sultan Baiazid, junt amb els seus servidors i el govern seria portat en el seu nom amb la seva aprovació.
Però al cap de dos o tres mesos d'estar a Shiraz va preparar un complot amb els seus fidels per capturar i matar a Shah Shuja quan l'anés a veure; Shah Shuja en va ser informat i va ordenar la mort dels participants al complot i el trasllat de Mubariz al castell de Tabar, a la comarca del Garmsir, una regió calorosa al sud-est de Fars. Allà Mubariz va caure malalt i fou portat al castell de Bam on finalment va morir a principis de gener de 1364, quan tenia 65 anys (65 de l'hegira, 63 en realitat), després d'un regnat de 40 anys (22 a Yazd, 13 a Kirman, 5 a Fars i 2 a l'Iraq Ajamita).